# Crossocerus elongatulus
Crossocerus elongatulus är en stekelart som först beskrevs av Vander Linden 1829.  Crossocerus elongatulus ingår i släktet Crossocerus, och familjen Crabronidae. Arten är reproducerande i Sverige.